# Ardud
Ardud (węg. Erdőd, niem. Erdeed) – miasto w Rumunii, w okręgu Satu Mare. Liczy 6486 mieszkańców (2002).